# Nusalala irrebita
Nusalala irrebita är en insektsart som först beskrevs av Navás 1929.  Nusalala irrebita ingår i släktet Nusalala och familjen florsländor. Inga underarter finns listade i Catalogue of Life.